# Microchirus wittei
Microchirus wittei är en fiskart som beskrevs av Chabanaud, 1950. Microchirus wittei ingår i släktet Microchirus och familjen tungefiskar. Inga underarter finns listade i Catalogue of Life.